# 2016-os Formula–E Hongkong nagydíj
A 2016-os Hongkong nagydíjat október 9-én, a 2016–2017-es Formula–E bajnokság szezonnyitójaként rendezték. A pole-pozíciót Nelson Piquet, Jr. szerezte meg, a futamot pedig Sébastien Buemi nyerte meg.

## Időmérő
Az időmérőn Robin Frijns balesete miatt javítani kellett a falat, így időhiány miatt törölték a Superpole-t.
| Helyezés | Rajtszám | Versenyző              | Csapat            | Idő      | Körök |
| -------- | -------- | ---------------------- | ----------------- | -------- | ----- |
| 1        | 3        | Nelson Piquet, Jr.     | NextEV NIO        | 1:03,099 | 3     |
| 2        | 88       | Oliver Turvey          | NextEV NIO        | 1:03,231 | 5     |
| 3        | 37       | José María López       | DS Virgin Racing  | 1:03,251 | 3     |
| 4        | 2        | Sam Bird               | DS Virgin Racing  | 1:03,258 | 5     |
| 5        | 9        | Sébastien Buemi        | e.dams Renault    | 1:03,317 | 3     |
| 6        | 19       | Felix Rosenqvist       | Mahindra Racing   | 1:03,332 | 3     |
| 7        | 66       | Daniel Abt             | Audi Sport Abt    | 1:03,615 | 3     |
| 8[1]     | 6        | Loïc Duval             | Dragon Racing     | 1:03,637 | 3     |
| 9        | 25       | Jean-Éric Vergne       | Techeetah         | 1:03,750 | 5     |
| 10       | 8        | Nicolas Prost          | e.dams Renault    | 1:03,759 | 3     |
| 11       | 23       | Nick Heidfeld          | Mahindra Racing   | 1:03,848 | 3     |
| 12       | 5        | Maro Engel             | Venturi           | 1:03,915 | 3     |
| 13       | 28       | António Félix da Costa | MS Amlin Andretti | 1:04,057 | 5     |
| 14[1]    | 47       | Adam Carroll           | Jaguar Racing     | 1:04,428 | 3     |
| 15       | 4        | Stéphane Sarrazin      | Venturi           | 1:04,520 | 3     |
| 16       | 20       | Mitch Evans            | Jaguar Racing     | 1:04,588 | 5     |
| 17       | 33       | Ma Csing-hua           | Techeetah         | 1:04,740 | 5     |
| 18       | 7        | Jérôme d’Ambrosio      | Dragon Racing     | 1:05,166 | 3     |
| 19       | 11       | Lucas di Grassi        | Audi Sport Abt    | 1:08,094 | 2     |
| 20       | 27       | Robin Frijns           | MS Amlin Andretti | 1:10,407 | 2     |

Megjegyzések:
- ↑ 1:  Loïc Duval és Adam Carroll 3 helyes rajtbüntetésben részesültek.

## Futam

### FanBoost
Az alábbi versenyzők használhatták a Fanboost-ot.

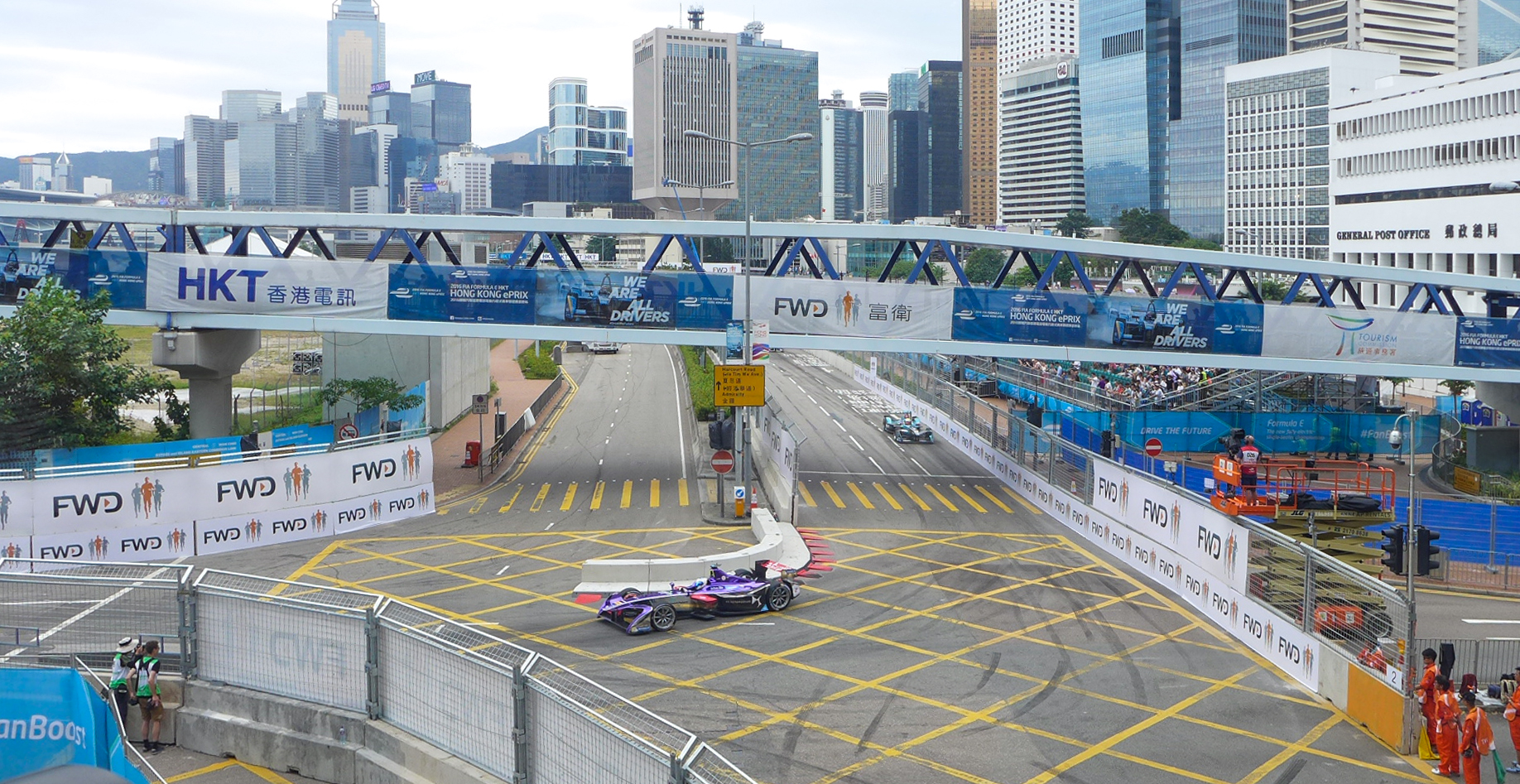
Sam Bird, miután átvette a vezetést

|   | Rajtszám | Versenyző        | Csapat           |
| - | -------- | ---------------- | ---------------- |
| 1 | 37       | José María López | DS Virgin Racing |
| 2 | 9        | Sébastien Buemi  | e.dams Renault   |
| 3 | 11       | Lucas di Grassi  | Audi Sport Abt   |

### Futam
A futamot rendhagyó módon szombat helyett vasárnap délután rendezték. A győztes a címvédő Sébastien Buemi lett.
| Helyezés | Rajtszám | Versenyző              | Csapat            | Kör | Idő/Kiesés oka | Rajthely | Pont |
| -------- | -------- | ---------------------- | ----------------- | --- | -------------- | -------- | ---- |
| 1        | 9        | Sébastien Buemi        | e.dams Renault    | 45  | 53:13,298      | 5        | 25   |
| 2        | 11       | Lucas di Grassi        | Audi Sport Abt    | 45  | +2,477         | 19       | 18   |
| 3        | 23       | Nick Heidfeld          | Mahindra Racing   | 45  | +5,522         | 10       | 15   |
| 4        | 8        | Nicolas Prost          | e.dams Renault    | 45  | +7,360         | 9        | 12   |
| 5        | 28       | António Félix da Costa | MS Amlin Andretti | 45  | +17,987        | 13       | 10   |
| 6        | 27       | Robin Frijns           | MS Amlin Andretti | 45  | +21,161        | 20       | 8    |
| 7        | 7        | Jérôme d’Ambrosio      | Dragon Racing     | 45  | +28,443        | 18       | 6    |
| 8        | 88       | Oliver Turvey          | NextEV NIO        | 45  | +30,355        | 2        | 4    |
| 9        | 5        | Maro Engel             | Venturi           | 45  | +30,898        | 12       | 2    |
| 10       | 4        | Stéphane Sarrazin      | Venturi           | 45  | +31,734        | 14       | 1    |
| 11       | 3        | Nelson Piquet, Jr.     | NextEV NIO        | 45  | +35,256        | 1        | 3[a] |
| 12       | 47       | Adam Carroll           | Jaguar Racing     | 45  | +43,839        | 17       |      |
| 13       | 2        | Sam Bird               | DS Virgin Racing  | 45  | +48,058        | 4        |      |
| 14       | 6        | Loïc Duval             | Dragon Racing     | 43  | +2 kör         | 11       |      |
| 15       | 19       | Felix Rosenqvist       | Mahindra Racing   | 43  | +2 kör         | 6        | 1[b] |
| Ki       | 66       | Daniel Abt             | Audi Sport Abt    | 34  | Kiállt         | 7        |      |
| Ki       | 25       | Jean-Éric Vergne       | Techeetah         | 31  | Kiállt         | 8        |      |
| Ki       | 20       | Mitch Evans            | Jaguar Racing     | 24  | Kiállt         | 15       |      |
| Ki       | 37       | José María López       | DS Virgin Racing  | 15  | Baleset        | 3        |      |
| Ki       | 33       | Ma Csing-hua           | Techeetah         | 1   | Baleset        | 16       |      |

Jegyzetek:
- ↑ a:  3 pont a Pole-pozícióért.
- ↑ b:  2 pont a futamon futott leggyorsabb körért.

## A világbajnokság élmezőnyének állása a verseny után
(Teljes táblázat)
| H  | Versenyzők             | Pont | H  | Konstruktőrök     | Pont |
| -- | ---------------------- | ---- | -- | ----------------- | ---- |
| 1. | Sébastien Buemi        | 25   | 1. | e.dams Renault    | 37   |
| 2. | Lucas di Grassi        | 18   | 2. | Audi Sport Abt    | 18   |
| 3. | Nick Heidfeld          | 15   | 3. | MS Amlin Andretti | 18   |
| 4. | Nicolas Prost          | 12   | 4. | Mahindra Racing   | 16   |
| 5. | António Félix da Costa | 10   | 5. | NextEV NIO        | 7    |

- Jegyzet: Csak az első 5 helyezett van feltüntetve mindkét táblázatban.